# Euphorbia seguieriana
Euphorbia seguieriana är en törelväxtart som beskrevs av Noël Martin Joseph de Necker. Euphorbia seguieriana ingår i släktet törlar, och familjen törelväxter.

## Underarter
Arten delas in i följande underarter:
- E. s. hohenackeri
- E. s. niciciana
- E. s. seguieriana

## Bildgalleri

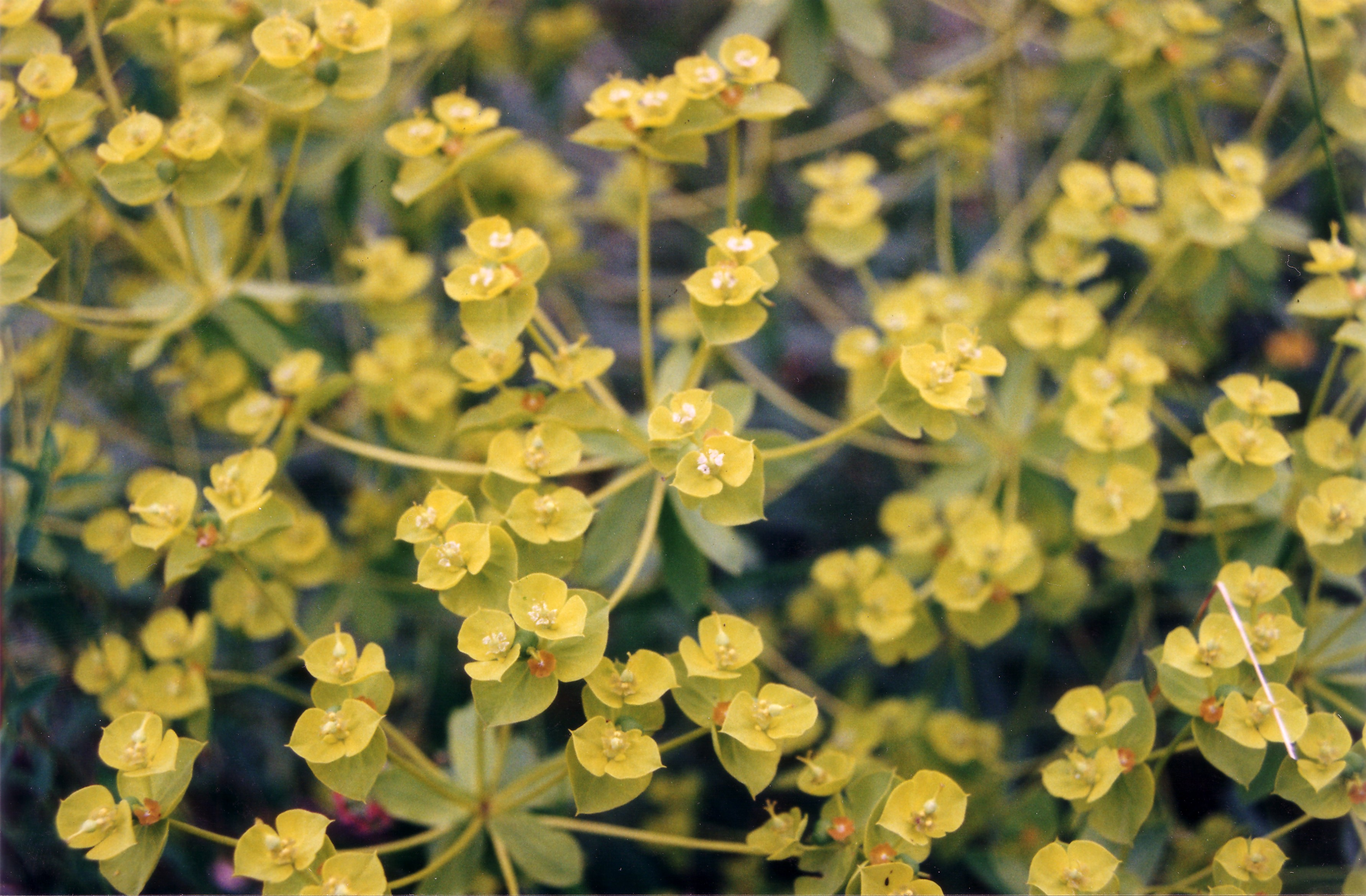
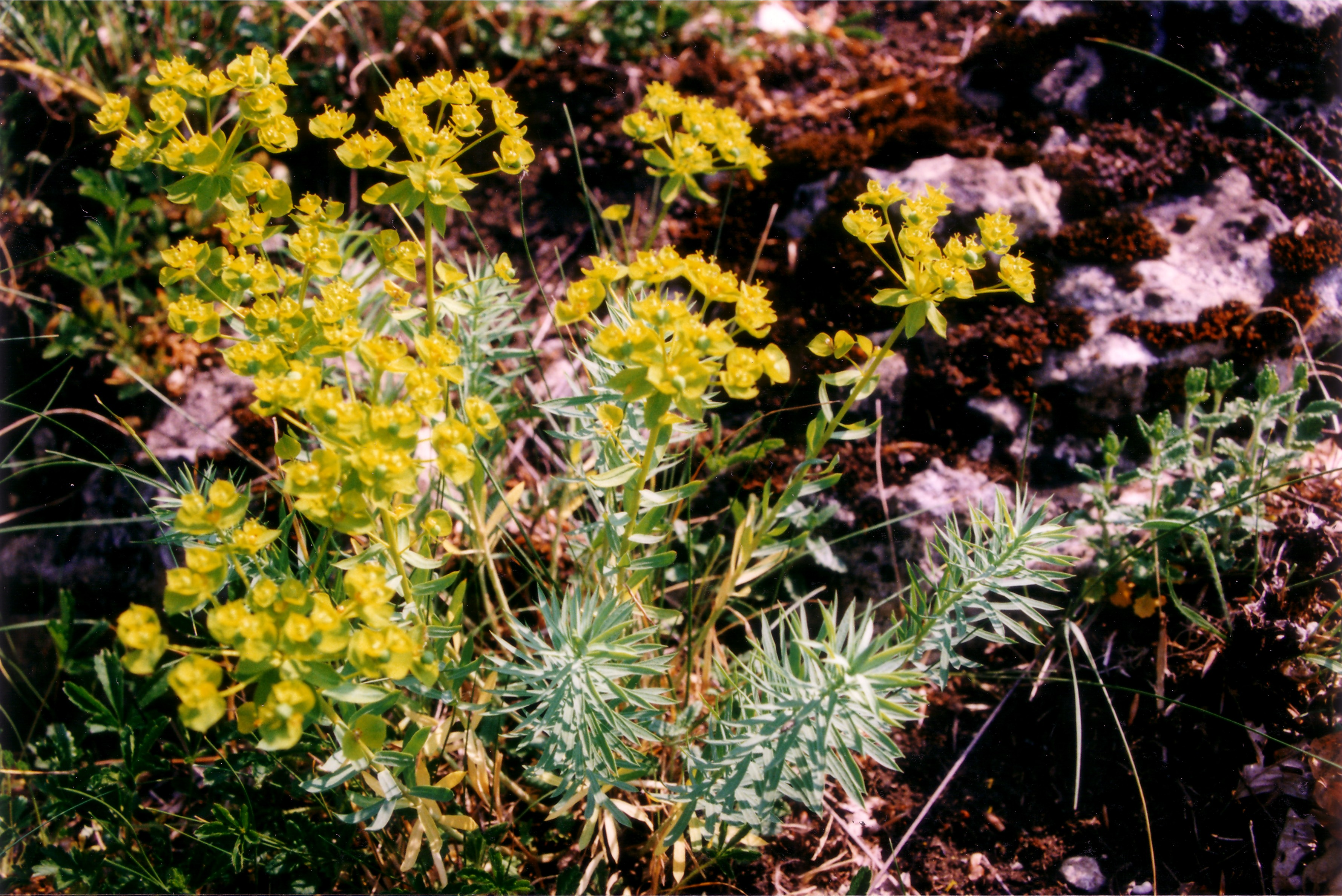
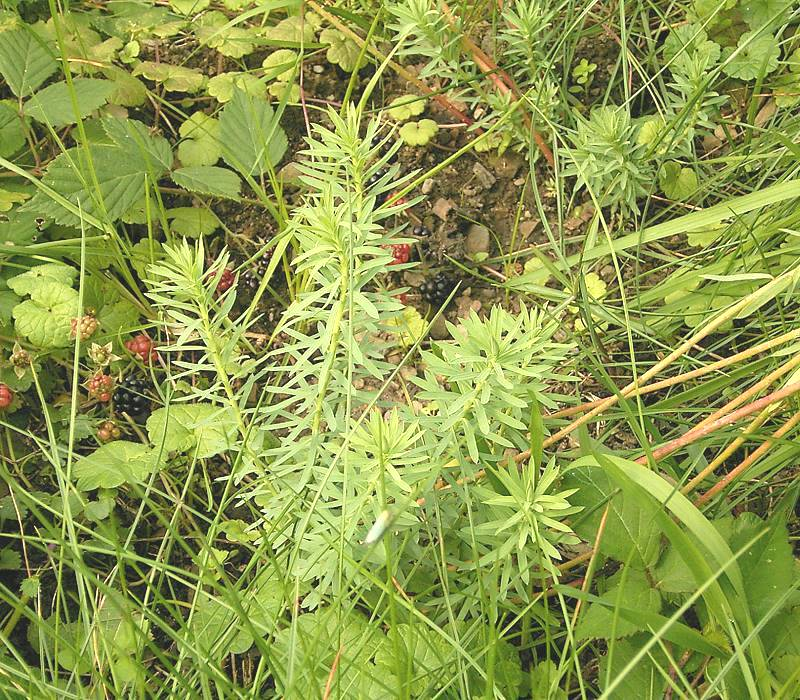
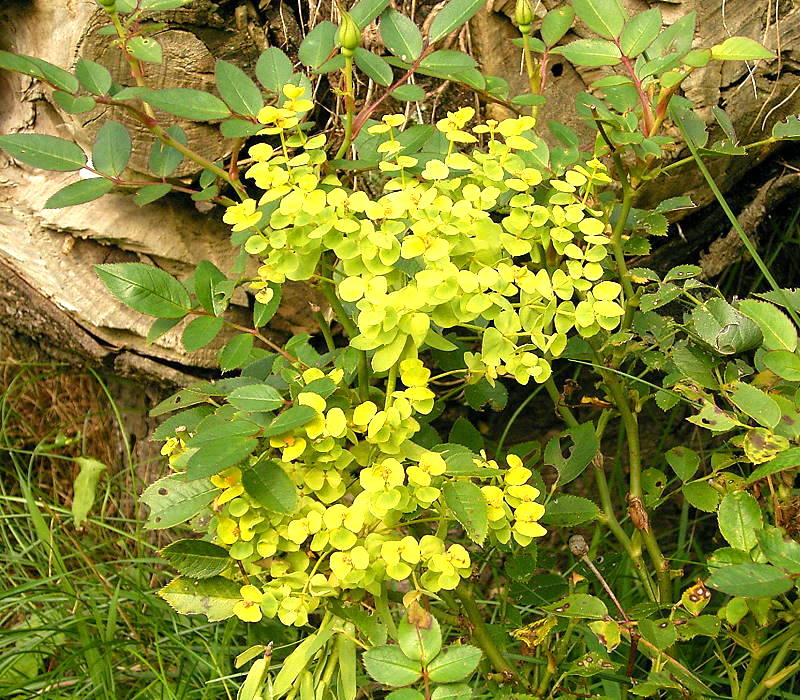
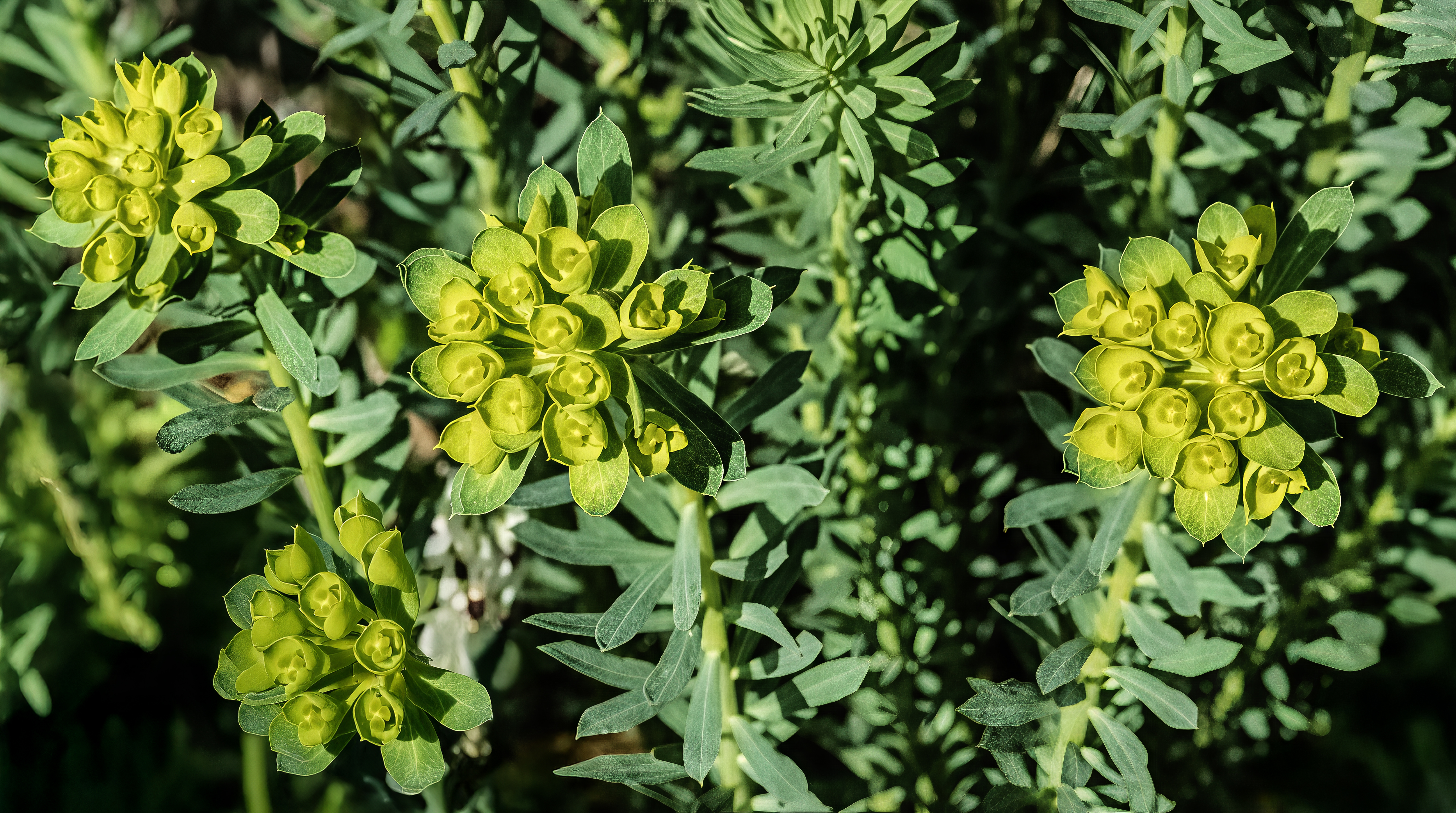
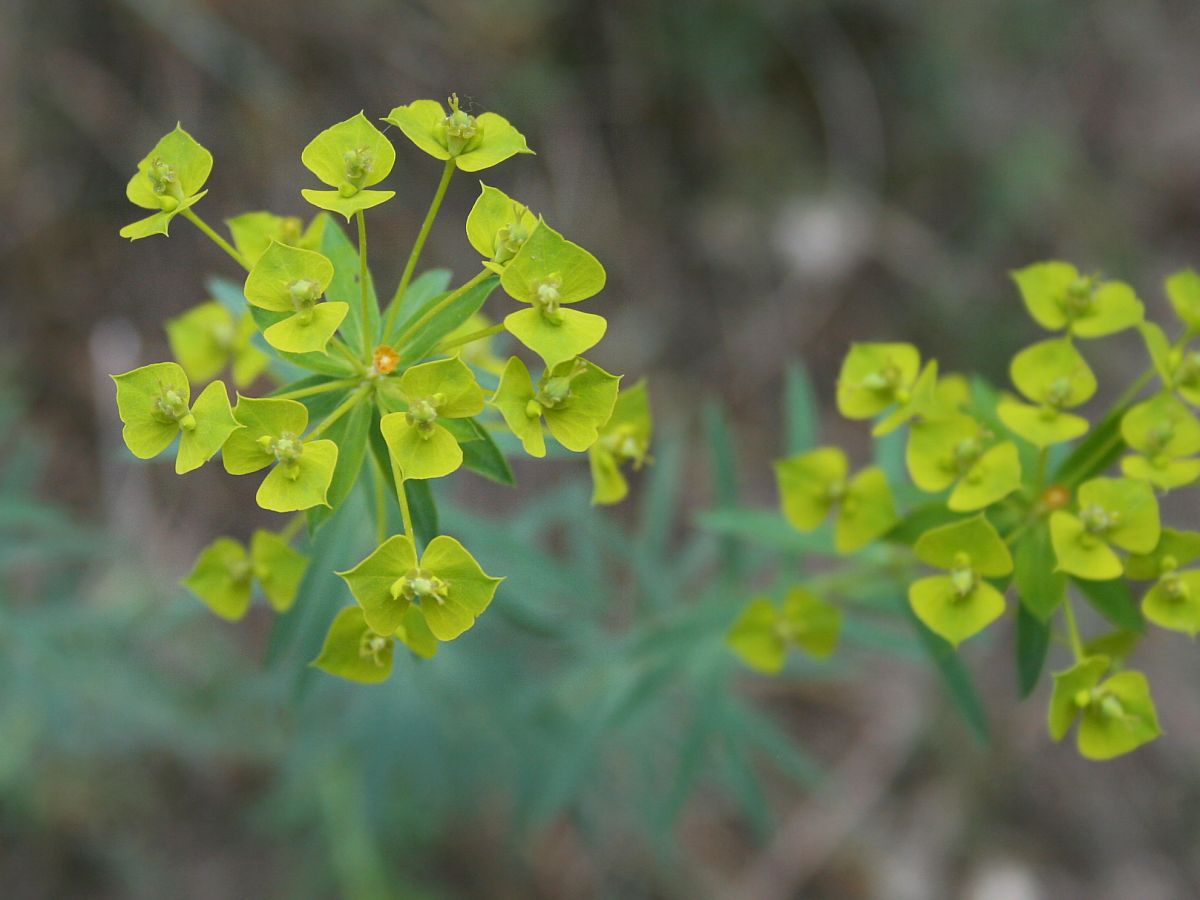